# Dirty Love - Tutti pazzi per Jenny
Dirty Love - Tutti pazzi per Jenny (Dirty Love) è un film del 2005 diretto da John Mallory Asher ed interpretato da Jenny McCarthy. All'epoca del film regista e attrice erano marito e moglie. Nel film compare la band canadese Sum 41, interpretando la canzone No Reason.

## Trama
Rebecca, di mestiere fotografa, trova il suo fidanzato Richard a letto con un'altra donna. Come se non bastasse, l'uomo distrugge tutto il suo equipaggiamento da fotografa. In conseguenza a ciò, Rebecca comincia ad avere stati d'animo alterni: a momenti vorrebbe renderlo geloso, mostrandosi con un altro uomo, e in altri momenti preferirebbe abbandonare la speranza di ritrovare l'amore e dedicarsi esclusivamente al sesso.
Per consolarla, le sue migliori amiche Michelle e Carrie, cercano di organizzarle degli appuntamenti. Per Rebecca comincia una girandola di bizzarri uomini, che comprendono inquietanti prestigiatori, spacciatori e feticisti del pesce. La ragazza, nel tentativo di rendere geloso Richard, arriva anche ad uscire con un uomo somigliante a Woody Allen, che finisce l'appuntamento vomitandole addosso.
Dopo vari tentativi andati male, Rebecca si rende conto che la cosa migliore da fare è focalizzarsi nella ricerca di un uomo che la ami realmente, convincedosi alla fine di scegliere John, suo amico, un po' "secchione", ma che l'ha sempre sostenuta nei momenti di bisogno.

## Riconoscimenti
Il film ha ricevuto durante l'edizione dei Razzie Awards 2005 quattro premi come peggior film, peggiore attrice protagonista e peggior sceneggiatura per Jenny McCarthy, peggior regista per John Mallory Asher e due nomination per peggiore attrice non protagonista per Carmen Electra e peggiore coppia per Jenny McCarthy e "chiunque sia abbastanza stupido per uscire o fare amicizia con lei".